# Meshuggah
Meshuggah (prononcé [məˈʃʊɡə]) est un groupe suédois de metal progressif et avant-gardiste, originaire d'Umeå. La formation est principalement composée des membres fondateurs : Jens Kidman (chant), Fredrik Thordendal (guitare), Tomas Haake (batterie) depuis 1990 et Mårten Hagström (guitare rythmique) depuis 1992. Le groupe a connu un certain nombre de bassistes, poste détenu par Dick Lövgren depuis 2004.
Meshuggah attire d'abord l'attention internationale en 1995 avec la sortie de Destroy Erase Improve, fusion des tempos rapides du death metal, du thrash metal et de metal progressif avec des éléments de jazz fusion. Depuis son album Nothing, Meshuggah utilise des guitares à huit cordes. Meshuggah est aujourd'hui reconnu pour son style musical novateur, complexe et aux structures utilisant la polyrythmie. Meshuggah a été nommé comme l'un des dix plus importants groupes de hard rock et de heavy metal par le magazine Rolling Stone et comme le groupe le plus important du metal par Alternative Press. Meshuggah a trouvé depuis peu le succès auprès du grand public, mais il est avant tout réputé pour être un groupe important dans la culture underground.
Depuis sa création, Meshuggah a sorti huit albums studio, cinq EPs et huit vidéoclips. Le groupe a joué dans de nombreux festivals internationaux, y compris le Ozzfest et Download Festival, et s'est lancé dans une tournée mondiale entre 2008 à 2010. Un nouvel album studio, The Violent Sleep of Reason, paraît le 7 octobre 2016. Nothing et les albums suivants ont été classés dans le Billboard 200. L'album au plus grand succès commercial, Koloss, a fait ses débuts à la 17e place aux États-Unis, avec 18 342 exemplaires vendus la première semaine. En 2006 et 2009, le groupe a été nommé pour un Grammy Award suédois.
Le nom du groupe est dérivé du yiddish meshuga (qui peut aussi s'écrire de bien d'autres manières, comme meshugene) qui veut dire « fou » ou « fêlé »,.

## Historique

### Débuts (1987–1994)
En 1985, le guitariste Fredrik Thordendal forme un groupe à Umeå, une ville située au nord de la Suède comptant 105 000 résidents. Le groupe, initialement appelé Metallien, enregistre quelques démos, après quoi il se sépare. Thordendal, cependant, continue à jouer sous un différent nom.
Meshuggah est formé en 1987 par le chanteur et guitariste Jens Kidman. Le nom du groupe s'inspire du mot yiddish signifiant « fou » ou « fêlé ». Le groupe enregistre quelques démos avant le départ de Kidman, qui mène le groupe à se dissoudre. Kidman forme ensuite un nouveau groupe, Calipash, avec le guitariste Thordendal, le bassiste Peter Nordin et le batteur Niklas Lundgren. Kidman y joue également de la guitare. Le nouveau groupe conserve le nom Meshuggah.
Le 3 février 1989, Meshuggah publie son premier EP trois titres homonyme Meshuggah, aussi connu sous le nom de Psykisk Testbild,. Il s'agit d'un vinyle 12" (30 cm) limité à 1 000 exemplaires, et vendu localement dans un magasin de disques appelé Garageland,.
L'année 1991 s'avère être le grand tournant du groupe. Meshuggah invite le talentueux batteur Tomas Haake à rejoindre la formation. Le groupe signe chez Nuclear Blast et sort par la même occasion un premier album : Contradictions Collapse. C'est cet album qui révèle réellement la personnalité grandissante du groupe, grâce à un style thrash mais également chaotique et dégradé. Il faudra alors attendre 1994 pour que le groupe sorte deux nouveaux disques. Les EP None et Self-Caged voient alors le jour.

### Destroy Erase Improve(1995–1997)

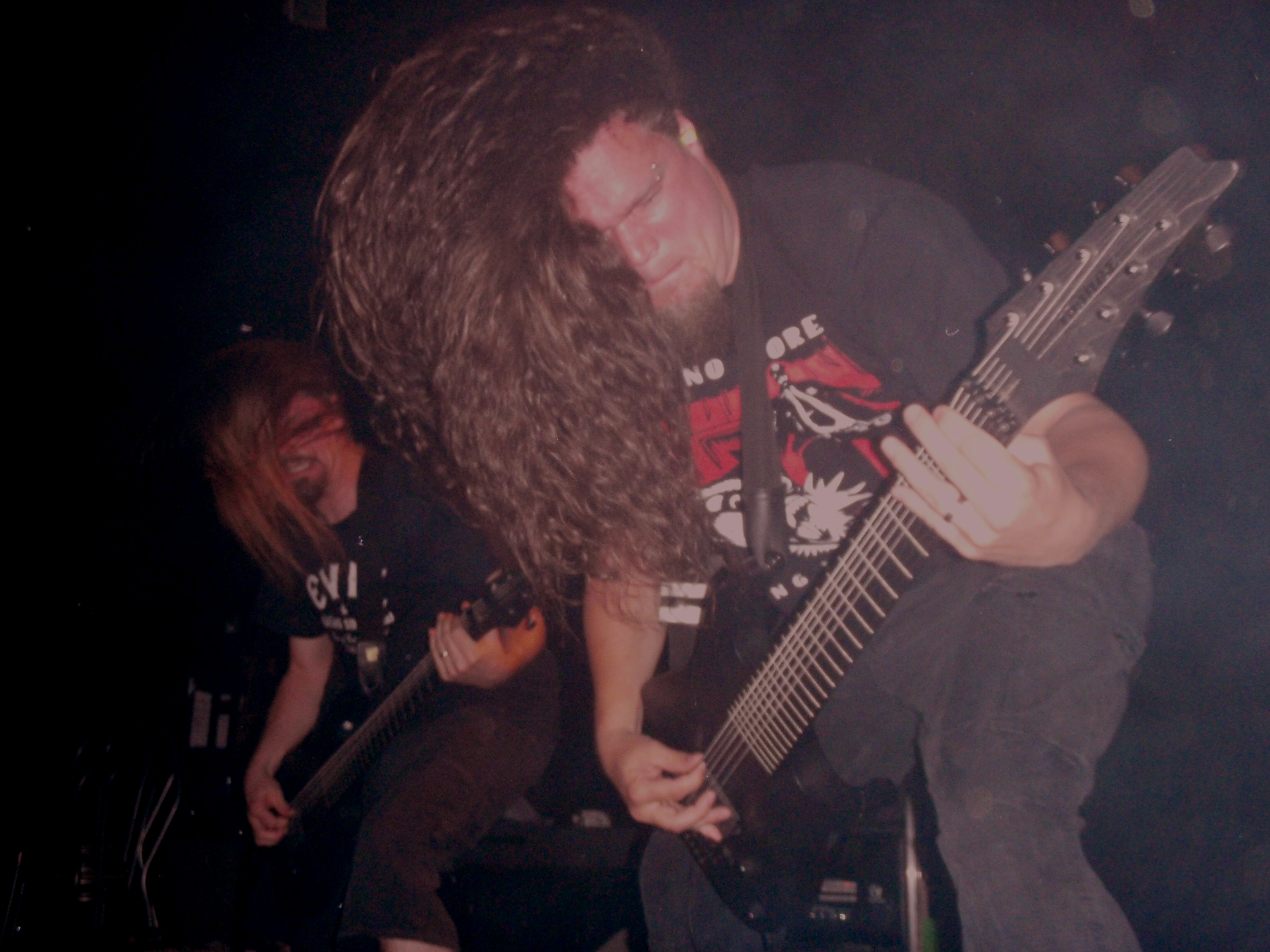
Meshuggah en concert à Prague en 2008.

En 1995 sort un des albums les plus reconnus de Meshuggah : Destroy Erase Improve. C'est en effet ce second album qui affirme complètement le groupe dans son style extrême-chaotique-déstructuré novateur. Le groupe aura l'occasion de défendre cet album en live durant le printemps de cette même année après avoir décroché la première partie de la tournée européenne de Machine Head.
Alors que Meshuggah est en pleine expansion, Fredrik Thordendal et Tomas Haake sont victimes d'accidents du travail compromettant leur avenir musical. En effet, Fredrik, charpentier de profession, se coupe la 3e phalange du majeur gauche. Tomas, quant à lui, se mutile la main. Cet enchaînement de malchance réduit au silence le groupe durant une année. Le guitariste Mårten Hagström rejoint alors le groupe et vient épauler le premier guitariste infirme mais toujours actif.
Cependant, le sort continue à s'acharner sur la formation et c'est au tour de Peter Nordin de subir des troubles physiques. Touché par de sérieux problèmes à l'oreille interne, le bassiste se voit contraint de quitter le groupe lors d'une tournée US avec Machine Head. Thordendal remplace alors temporairement le bassiste avant que Meshuggah ne fasse appel aux services de Gustaf Hielm.

### ChaosphereetNothing(1998–2002)
En 1998 sort Chaosphere, un album poussé à l'extrême, avec un son plus travaillé et des rythmiques plus efficaces.
En 2001, le nouveau bassiste s'en va après quelques altercations avec les autres membres. Il laisse sa place à Dick Lövgren. Le disque Nothing parait en 2002. Celui-ci est enregistré avec l'ancien bassiste, Gustaf. L'album devait alors être enregistré avec des guitares huit cordes réalisées par le luthier Nevborn mais, à cause d'un retard, il l'a été avec des guitares sept cordes accordées en « fa ». Cet album laisse place à des riffs plus lourds et des plans bien plus lents qui trouveront une efficacité particulière en live.

### IetCatch Thirtythree(2003–2006)

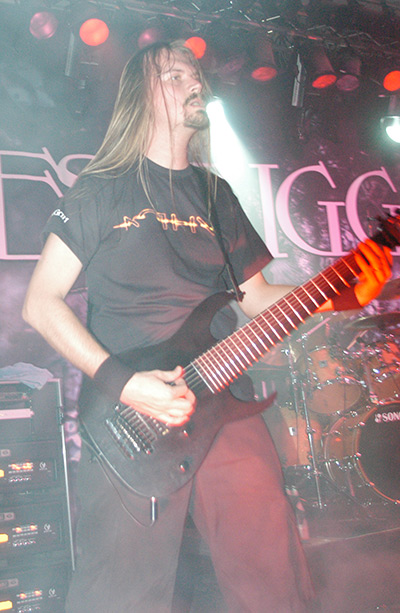
Fredrik Thordendal (2005).

Affirmant encore une fois sa forte personnalité, Meshuggah sort en 2004 un EP d'une seule piste de 21 minutes nommé I. De par sa fabrication particulière, le groupe avoue qu'il est incapable de le rejouer en live. Et pour cause, Tomas Haake et Fredrik Thordendal ont d'abord fait une recherche d'idées en improvisant tous les deux, puis le premier a enregistré plusieurs structures en improvisant et en jouant sur la déstructuration. Une sélection a ensuite été effectuée pour choisir les passages les plus réussis, puis Fredrik Thordendal a tout « décodé » et réécrit de façon à pouvoir jouer dessus. Cela pouvait donner quelque chose du genre « 2.1.2.2.3.1.pause.4.1 », soit parfaitement incompréhensible pour une personne extérieure au projet. Ces divers morceaux ont ensuite été collés en bénéficiant d'articulations (breaks) plus ou moins rudimentaires. Le résultat est un metal puissant, froid, très déshumanisé, à la fois déstructuré par ses mesures asymétriques ou son absence de mesure, et structuré par ses riffs de guitare scotchés aux martellements de la batterie. Cette performance de studio ne cessera de diviser le public, car pour certains elle est complètement inutile et pour d'autres originale et impressionnante.

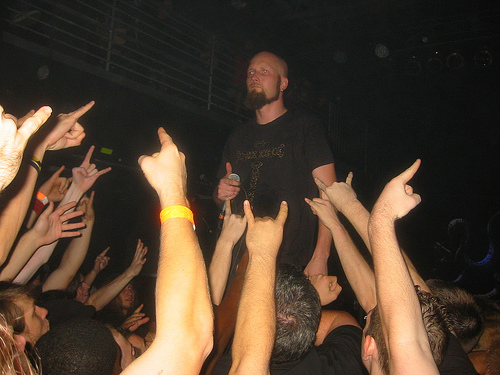
Jens Kidman.

La même année, le groupe sort un nouvel opus, sous le nom de Catch 33. Les nouveautés sont un son de guitare aux contours plus arrondis, plus « moelleux », des compositions qui alternent entre simples et répétitives (les premiers titres de l'album) et structures complexes (par exemple In Death is Life) et la batterie qui est en fait un sampler appelé « drumkit from hell », un sampler modélisée en enregistrant Tomas Haake jouer chaque coup de batterie sur chaque différente partie de la batterie avec plus de 120 différents niveaux de nuances.
En 2006, Le groupe réédite l'album Nothing (datant de 2002). La grosse différence concerne surtout le réenregistrement complet des guitares rythmiques avec leurs guitares huit cordes custom Ibanez et celui de la batterie, entièrement réécrite avec le sampler « drumkit from hell ». La différence avec la version originale est sans appel, cette fois-ci le son est plus lourd, mais surtout les sons graves générés sont plus précis. Le groupe en profite par ailleurs pour ralentir le tempo sur le morceau Nebulous, et allonger le morceau Obsidian. Cette édition est aussi composée d'un DVD bonus contenant trois morceaux live (Straws Pulled at Random, In Death Is Death, Future Breed Machine) enregistrés lors du Download festival 2005, ainsi que les clips du groupe.

### obZenetKoloss(2007–2013)
Le groupe publie son nouvel album, ObZen, en mars 2008. Cet album marque le retour du groupe à un processus d'écriture beaucoup plus traditionnel, et par la même occasion, celui de Tomas Haake derrière les fûts (jusqu'alors substitué par le « drumkit from hell ») pour les sessions studio. Il constitue une bonne synthèse des précédents efforts du groupe, tout en laissant place à des morceaux moins déstructurés mais tout aussi dévastateurs. L'album a été qualifié de « fin du math rock » et d'« équivalent pour le XXIe siècle du Larks' Tongues in Aspic de King Crimson ». Le titre Bleed notamment, véritable défi technique (sa mise au point ayant pris à elle seule autant de temps que le reste de l'album), vaut à Tomas Haake d'être élu meilleur batteur métal de l'année par les lecteurs du magazine Modern Drummer.
obZen atteint la 59e place du Billboard 200, avec 11 400 exemplaires vendus la première semaine aux États-Unis, sur 50 000 exemplaires en six mois,. Avec obZen, Meshuggah est le mieux accueilli par la presse spécialisée et les fans. La sortie de l'album est suivie par une tournée mondiale, en Europe, en Asie et en Australie. En janvier 2009, obZen est nommé pour un Grammis dans la catégorie « meilleur groupe de hard rock ». En février 2009, Haake annonce un DVD concert et un album studio. En avril, Meshuggah est forcé d'annuler ses dates en Scandinavie au début de 2009, à cause de la  hernie discale de Haake qui l'empêchait de jouer avec son pied droit. Haake sera par la suite opéré et sur pied pour les festivals d'été européens.
Le 5 février 2010 paraît Alive, premier DVD live du groupe filmé à l'occasion de la tournée ObZen et réalisé par Ian McFarland,. En janvier 2011, le groupe annonce qu'il compte entrer en studio afin d'enregistrer leur nouvel album.
Leur nouvel album, intitulé Koloss, est publié le 23 mars 2012 en Allemagne, le 26 mars dans le reste de l'Europe, et le 27 mars en Amérique du Nord Koloss atteint le 17e place du Billboard Top 200, et se vend à 18 342 exemplaires la première semaine. En Suède, il atteint la 12e place. La version digipack de l'album comporte un DVD bonus du making-of de l'album ainsi que des images du groupe lors de sa tournée indienne.

### Pitch BlacketThe Violent Sleep of Reason(depuis 2013)

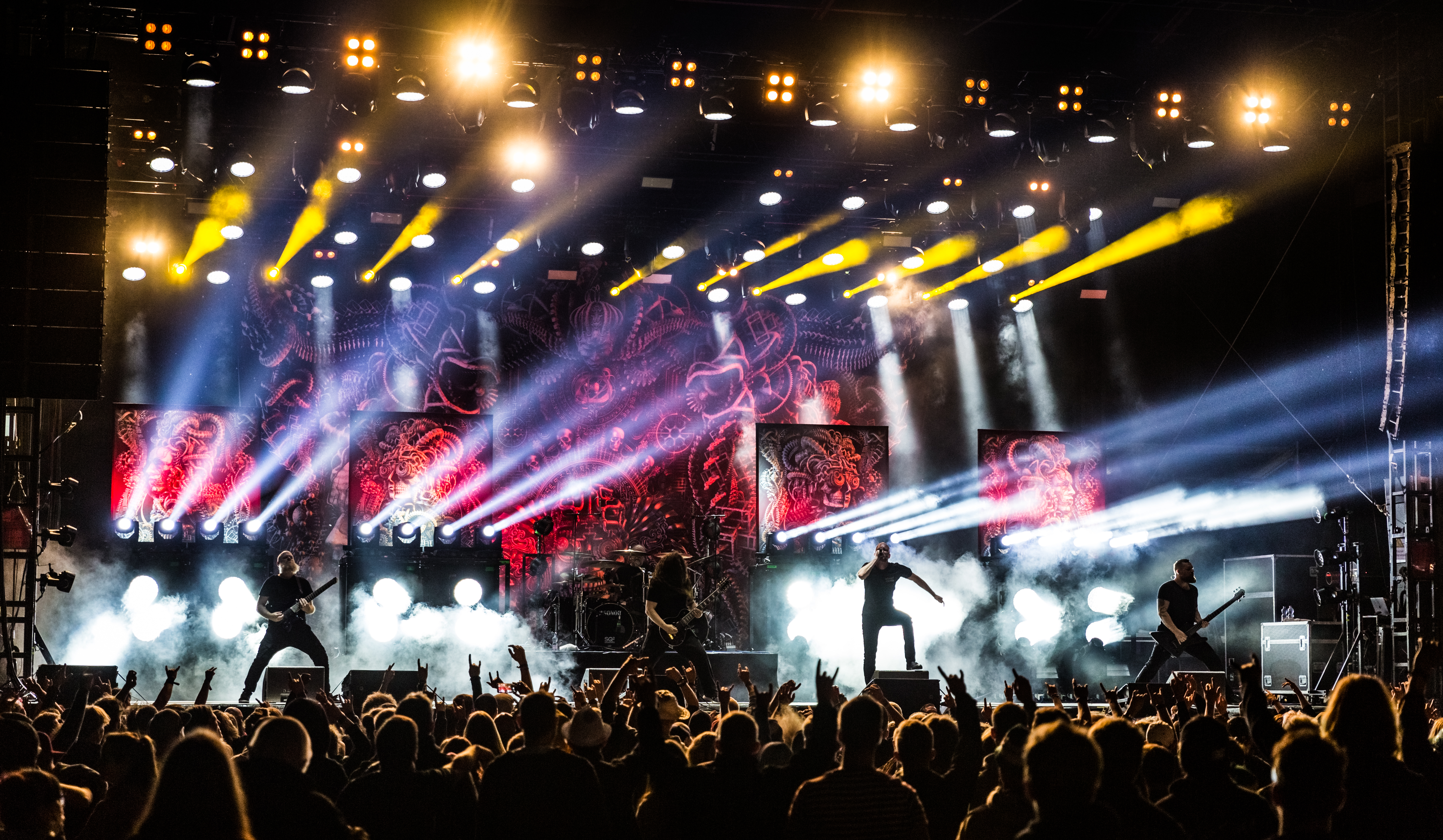
Meshuggah - Rock am Ring 2018

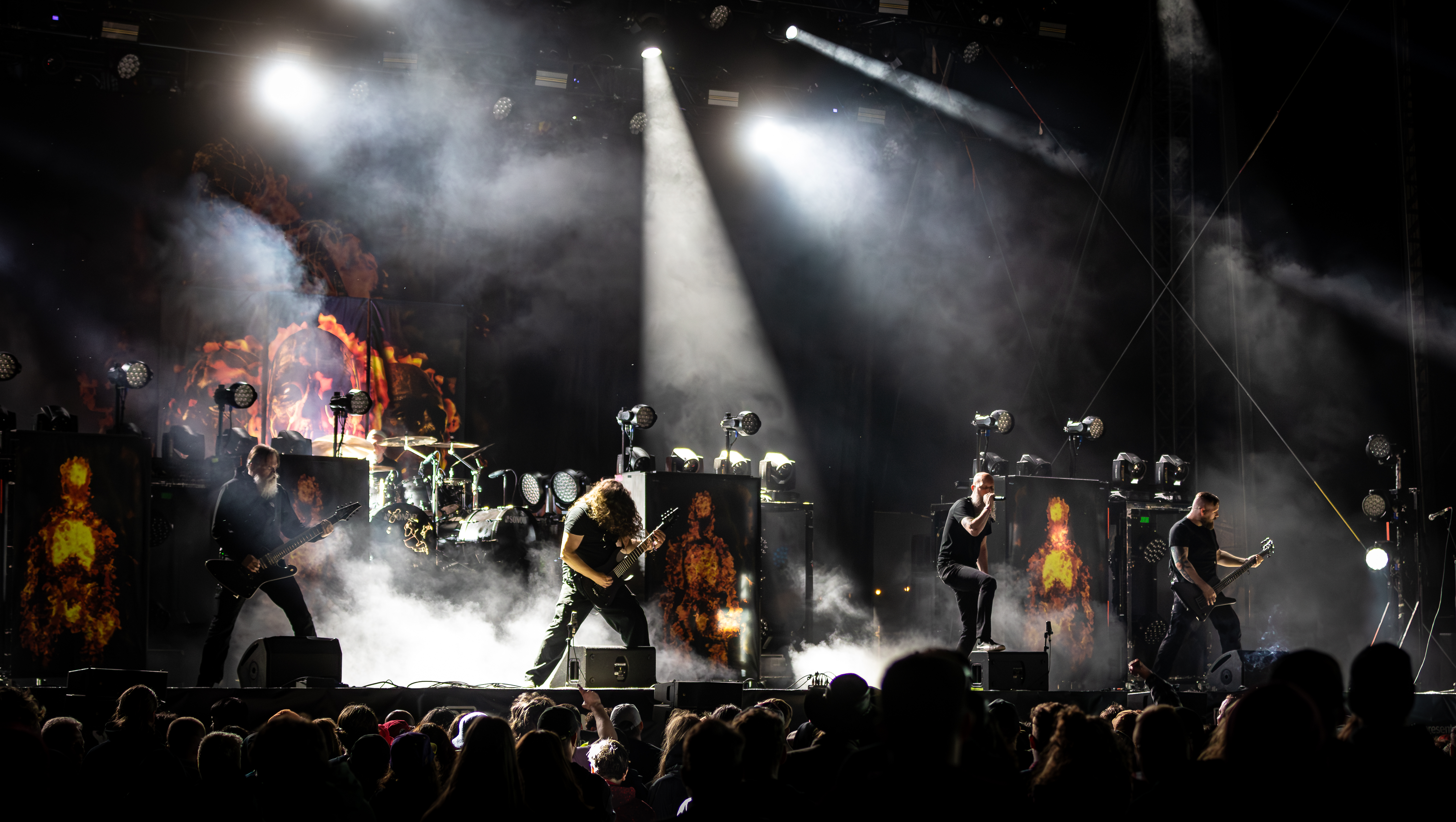
Meshuggah - Rock am Ring 2023

En février 2013, le groupe sort un EP intitulé Pitch Black, comportant un morceau inédit composé en 2003 par Fredrik Thordendal, ainsi qu'un enregistrement live du morceau Dancers to a Discordant System.
Après deux ans de tournée pour la promotion de Koloss, le groupe annonce qu'il planchera sur un nouvel album dès 2014. Le 28 juillet 2016, il est annoncé que ce nouvel album s'intitulera The Violent Sleep of Reason et qu'il sortira le 7 octobre 2016.

## Discographie
- 1991 : Contradictions Collapse
- 1995 : Destroy Erase Improve
- 1998 : Chaosphere
- 2002 : Nothing
- 2005 : Catch Thirtythree
- 2008 : obZen
- 2012 : Koloss
- 2016 : The Violent Sleep of Reason
- 2022 : Immutable